# Civico museo didattico di scienze naturali Mario Strani
Il Civico museo didattico di scienze naturali Mario Strani è un museo situato a Pinerolo, città metropolitana di Torino.

## Storia
Creato nel 1979 il museo dal 2013 è ospitato negli spazi di Villa Prever, un edificio liberty del 1910 circondato da un ampio parco con piante secolari, alla villa si affianca uno spazio polifunzionale inaugurato nel 2016.

## Descrizione
Il nucleo centrale della collezione è la raccolta micologica di Mario Strani, una delle più grandi d'Europa, composta da circa 3000 calchi in gesso e resina, realizzati da Strani, che illustrano  esemplari di circa novecento specie di funghi.
Negli anni il museo si arricchito con le collezioni entomologiche, malacologiche e mineralogiche, presente anche una piccola collezione biospeleologica con esemplari di insetti trovati in diverse grotte del Piemonte. La collezione zoologica comprende esemplari di aracnidi, crostacei, molluschi, pesci, anfibi, rettili, uccelli e mammiferi originari del Piemonte. Ampia anche la sezione dedicata ai lepidotteri con esemplari del Piemonte ma anche di altra provenienza.
Nel museo è presente anche una raccolta di strumenti scientifici dello scorso secolo destinati ad uso didattico.
Alcuni plastici, sempre opera di Mario Strani, riproducono aree specifiche del Piemonte come la Rocca di Cavour, la bassa Val di Susa e la Val Sangone, la Valle Po, la Val Pellice e la Val Chisone.